# Muriel Robertson

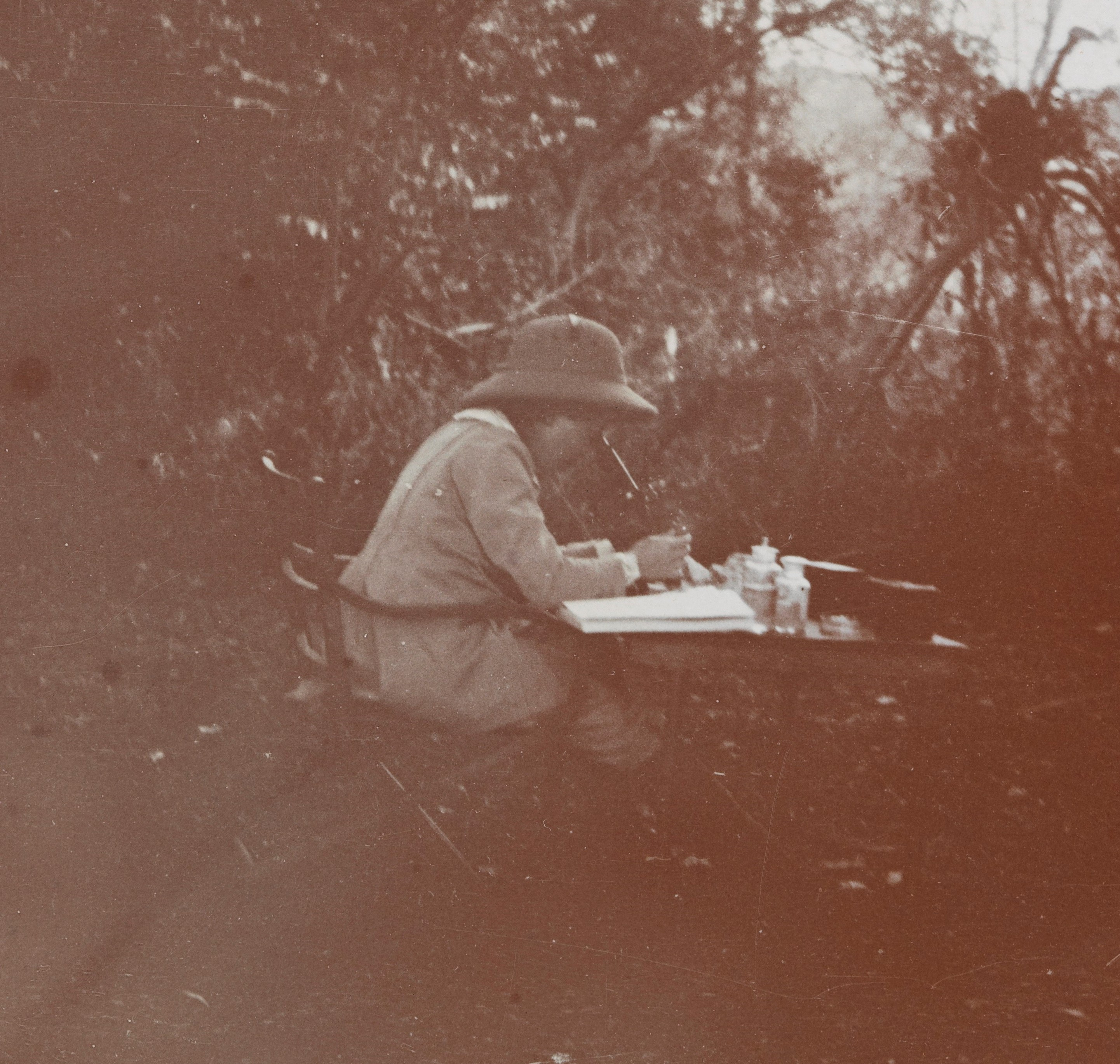
Muriel Robertson untersucht mit dem Mikroskop im Freien

Muriel Robertson (* 8. April 1883 in Glasgow, Schottland; † 14. Juni 1973 in Derry, Nordirland) war eine schottische Bakteriologin und Protozoologin. Sie gehörte zu den ersten Frauen, die als Fellow der Royal Society gewählt wurden. Während beider Weltkriege machte sie bedeutende Fortschritte bei der Identifizierung der Arten von Clostridium, die als häufige Todesursache bei Soldaten den Gasbrand verursachten.

## Leben und Werk
Robertson war das siebte von 12 Kindern der in Australien geborenen Elizabeth Ritter und des Ingenieurs Robert Andrew Robertson. Sie wurde privat ausgebildet, lernte verschiedene Sprachen und in ihren frühen Teenagerjahren sprach sie Französisch und fließend Deutsch. Sie besuchte die University of Glasgow und ihr erstes Forschungsprojekt war eine Studie über Pseudospora volvocis, einen Protozoenparasiten der Alge Volvox. Ihre Beschreibung des Lebenszyklus wurde 1905 veröffentlicht, in dem Jahr, in dem sie ihren Master of Arts an der University of Glasgow erhielt. Nach ihrem Abschluss arbeitete sie zwei Jahre dort in Glasgow.

### Forschung zur Schlafkrankheit und zum Gasbrand
1907 erhielt sie ein Carnegie-Stipendium und zog nach Ceylon, um Trypanosomeninfektionen bei Reptilien zu untersuchen. 1908 kehrte sie nach Glasgow zurück und zog 1909 nach London, wo sie zwei Jahre lang als Assistentin bei dem Zoologen Edward Alfred Minchin am Lister Institute in London forschte. 1911 bot ihr das Kolonialamt eine vorübergehende Ernennung zum Protozoologen im Protektorat von Uganda an. Mit Zustimmung von Charles James Martin dem Direktor des Lister Institute, nahm sie die Ernennung an. Sie war dort bis 1914 tätig und untersuchte den Lebenszyklus von Trypanosoma gambiense, dem Erreger der Schlafkrankheit. Sie veröffentlichte bahnbrechende Ergebnisse über den Lebenszyklus des Erregers im Blut von Menschen, Rindern und Pferden und in seinem Insektenträger, der Tsetsefliege. Laut ihrem Nachruf soll sie bei dieser Arbeit durch die Wälder Ugandas gefahren sein. Die ugandischen Frauen hielten sie für eine Ärztin und brachten ihre kranken Kinder zu ihr. Sie leitete Krankenstationen, wo sie Regeln für Hygiene und Kinderbetreuung lehrte.

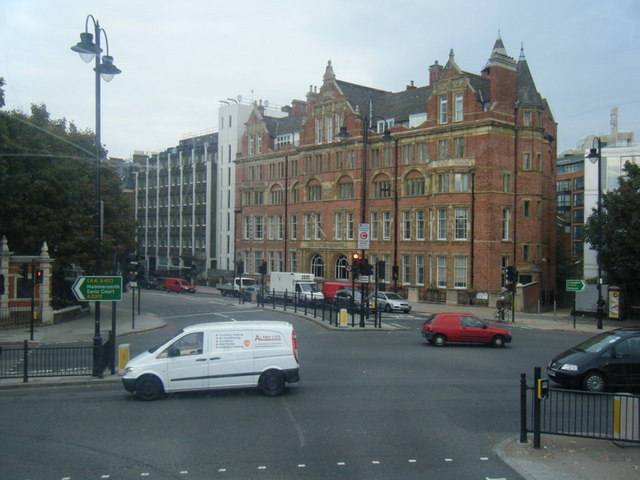
Das frühere Lister Institut, heute das Lister Hospital, Chelsea Bridge Road

Robertson kehrte 1914 kurz vor dem Ersten Weltkrieg an das Lister-Institut zurück. Bei Ausbruch des Ersten Weltkriegs haben sie und Harriette Chick als die einzigen Wissenschaftlerinnen des Lister-Instituts bei der Herstellung von Tetanus-Antitoxin für die Armee geforscht. Die meisten männlichen Mitarbeiter des Instituts waren in Kriegsarbeiten eingebunden, unter ihnen Charles James Martin und Joseph Arkwright, die die bakteriellen Ursachen von Gasbrand untersuchten. Diese Forschungen übernahm Robertson.
Sie studierte als eine der besten Studentinnen bei dem Zoologen John Graham Kerr an der Universität von Glasgow und promovierte 1923 in Naturwissenschaften mit der Dissertation: A study of the life histories of certain trypanosomes.
1936 gehörte sie zu den ersten, die bei der Gründung des Tropical Medical Research Committee durch das Medical Research Council in das Committee gewählt wurden. 1939 wurde sie mit Chick nach Cambridge evakuiert, wohin Martin sich im Ruhestand zurückgezogen hatte. Sie setzte ihre Forschungen mit Trichomonas fort, die sie kurz vor Ausbruch des Krieges begonnen hatte, aber wieder erregten die Gasbrandbazillen ihre Aufmerksamkeit. 1915 hatte sie das Ziel Antitoxin für die Behandlung der Krankheit bereitzustellen. Jetzt wollte sie sichere Impfstoffe zur Prophylaxe bereitstellen und arbeitete ab 1938 zunehmend mit Veterinärwissenschaftlern und war von da an bis zu ihrer Pensionierung ein häufiger und kritischer Gast im Veterinary Research Club.
Abgesehen von einer Zeit am Institut für Tierpathologie in Cambridge während des Zweiten Weltkriegs arbeitete sie bis 1961 am Lister-Institut. Der größte Teil ihrer Forschung lag in der Protozoologie, während der beiden Weltkriege forschte sie in der Bakteriologie, insbesondere an anaeroben Clostridia-Infektionen von Kriegswunden, der Ursache von Gasbrand.
1947 wurde sie im selben Jahr wie Dorothy Crowfoot Hodgkin als erste Zoologin zum Fellow der Royal Society gewählt, zwei Jahre nach der Wahl der ersten Frauen, Marjory Stephenson und Kathleen Lonsdale. Im folgenden Jahr wurde sie Ehrendoktorin der Rechtswissenschaften (LLD) an der University of Glasgow. Sie war außerdem Mitglied der Royal Society of Tropical Medicine and Hygiene und des Institute of Biology, der Pathological Society, der Society for Experimental Biology und des Medical Research Club. Sie war eine Gründerin der Gesellschaft für Allgemeine Mikrobiologie und war von 1945 bis 1948 Mitglied ihres Rates. Sie war Ehrenmitglied der British Society for Parasitology und von der Abteilung für Vergleichende Pathologie der Royal Society of Medicine.
Nach ihrer offiziellen Pensionierung 1948 forschte sie weiter bis 1961 am Lister Institut, gesponsert vom Agricultural Research Council. In den 1950er Jahren wurde ihr wegen eines akuten Glaukoms ein Auge entfernt. Sie arbeitete für kurze Zeit in Cambridge weiter, bevor sie sich schließlich auf das Familiengut in Limavady in Nordirland zurückzog.

## Auszeichnungen
- 1947: Ehrendoktorin der Rechtswissenschaften (LLD), University of Glasgow
- Ehrenmitglied der British Society for Parasitology

## Veröffentlichungen (Auswahl)
- 1905: Pseudospora volvocis Cienkowski. Q .J l microsc. Sci. 49.
- 1906: Notes on certain blood-inhabiting protozoa. Proc. R. phys. Soc. Edinb. 16.
- 1907: Studies on a trypanosom e found in the alim entary canal of Pontobdella muricata. Proc. R. phys. Soc. Edinb. 17, 83–108.
- 1908: A prelim inary note on haematozoa from some Ceylon reptiles, Spolia zeylan.5, 178–185.
- 1912a Notes on som e flagellate infections found in certain Hemiptera in Uganda. Proc.  R . Soc. B 85, 234–240. Rep. sleep. Sickn. Comm. R . Soc. 12, 132–137.
- 1934: An in vitro study of the action of im m une bodies called forth in the blood of rabbits by the injection of the flagellate protozoon Bodo caudatus. J. Path.Bact. 38, 363–390.
- 1939: A study of the reactions in vitro of certain ciliates belonging to the GlaucomaColpidium group to antibodies in the sera of rabbits im m unized therew ith. J. Path. Bact. 48, 305–322.
- 1956: Some aspects of trypanosom iasis with particular reference to the work of Sir David Bruce. J . trop. Med. Hyg. 59, 69–77.
- 1958: Some modern trends in protozoology. Sci. Prog. Lond. 96, 1–14.
- 1963: Antibody response in cattle to infection with Trichomonas foetus. In Immunity to Protozoa. A Symposium of the British Society of Immunology. Ed. Garnham, P. C. C., Pierce, A.